# Kaple blahoslaveného císaře Karla (Branišov u Kdyně)
Kaple blahoslaveného císaře Karla I. v Branišově u Kdyně je nevelká poutní kaple v Branišově, části obce Kdyně v domažlickém okrese Plzeňského kraje.

## Podoba
Kaple byla v letech 2008–2010 vystavěna na volném prostranství poblíž pramene říčky Andělice u vesnice Branišov nedaleko od Kdyně na náklady rodiny Nejdlových ze Kdyně. Vysvěcena byla 24. července 2010 a je tak zřejmě první církevní stavbou na českém území zasvěcenou blahoslavenému císaři a českému králi Karlovi I.

## Slavnost
V kapli se koná mše svatá vždy v den výročí jejího vysvěcení  a ve svátek blahoslaveného císaře Karla I. z domu rakouského. Ten byl stanoven na 21. říjen, což byl den Karlovy svatby (21. října 1911) se Zitou Bourbonsko-Parmskou. Proces blahořečení císaře Karla I. byl dokončen 4. října 2004 papežem Janem Pavlem II.

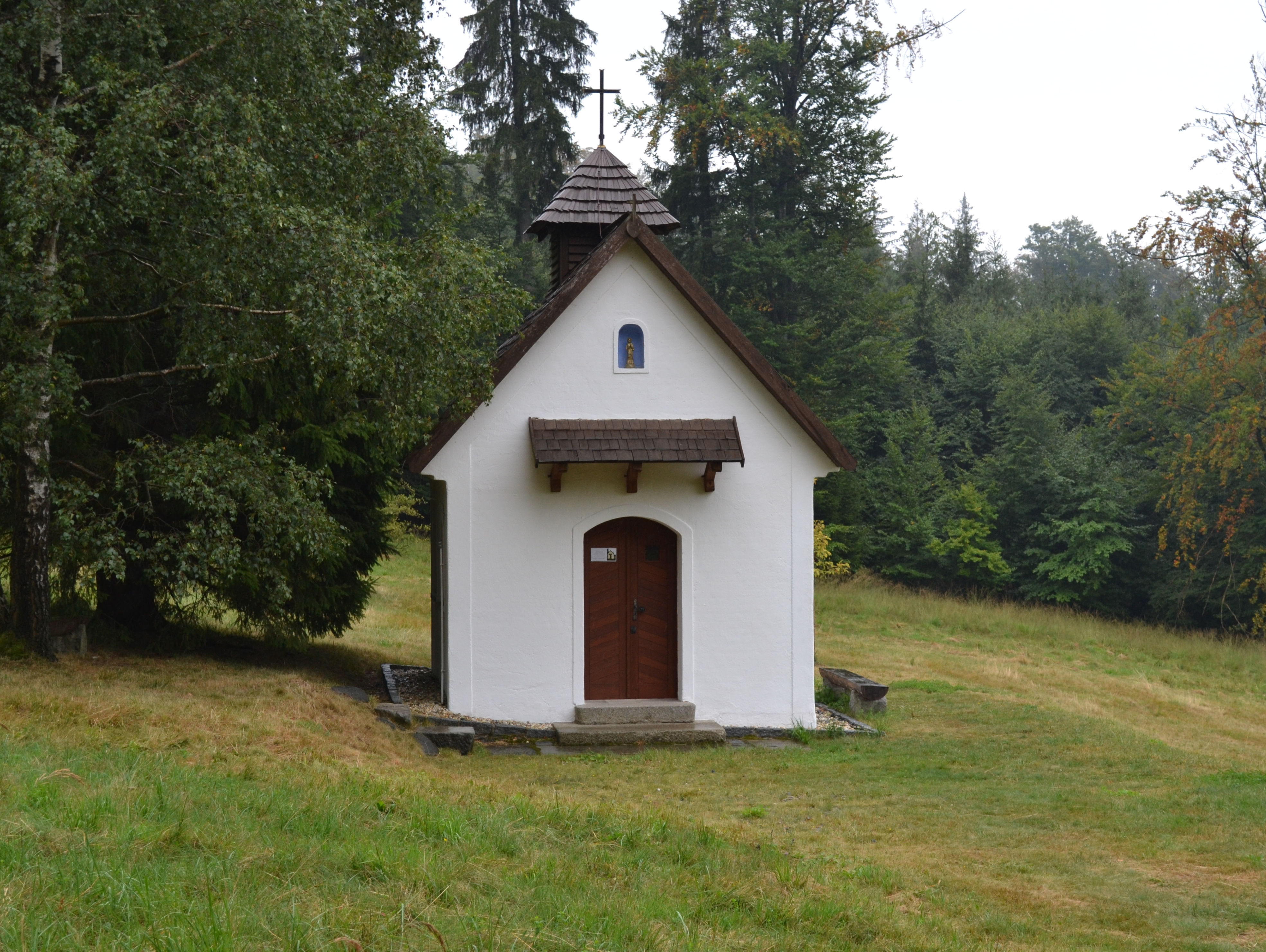
vstup
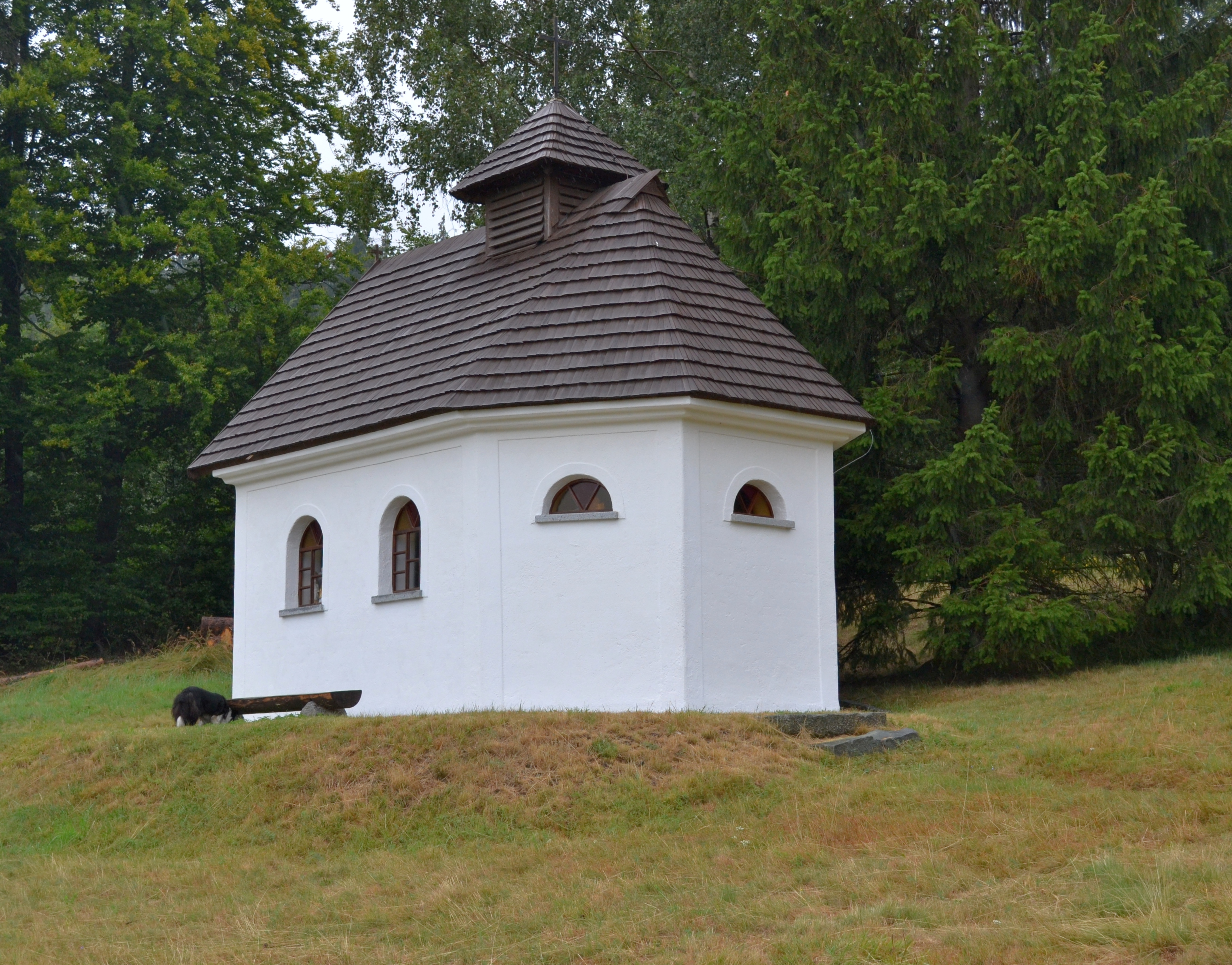
pohled od jihu
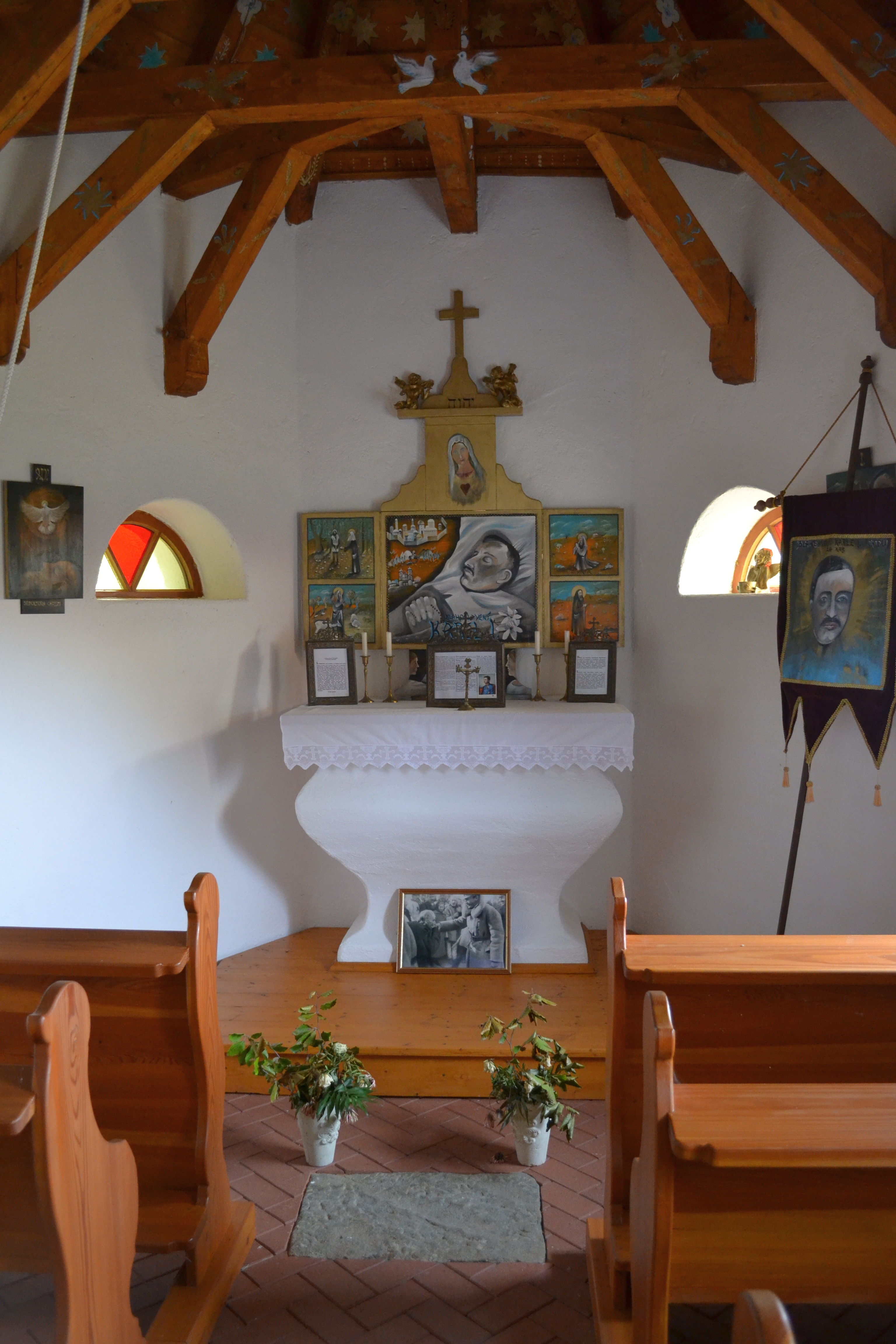
interiér kaple